# 大河原遁
大河原 遁（おおかわら とん、本名・大河原正敏、1968年1月3日 - ）は、日本の漫画家。群馬県高崎市出身、在住（『ジャンプ』連載時は週1で上京していた）。

## 来歴
1985年、「妖仙遊録」で第5回ニューフレッシュジャンプ賞準入選。1989年、「Lonely Army」で第37回手塚賞佳作。1995年、『週刊少年ジャンプ』（集英社）の第2回ジャンプ新人海賊杯でのエントリー作品「かおす寒鰤屋」が3位入賞し、その後同作品を『週刊少年ジャンプ』誌上で連載するが、9回で終了する。
その後は漫画原作、フジテレビバラエティプランナー大賞への応募（2002年の第7回で番組部門入選）などの経験を経て、2003年に読切として「王様の仕立て屋〜サルト・フィニート〜」（『スーパージャンプ』〈集英社〉）を発表。同作を連載化した後は漫画の発表を続けている。

## 作品リスト

### 連載
- かおす寒鰤屋（1995年 - 1996年、『週刊少年ジャンプ』、全1巻）
- 王様の仕立て屋〜サルト・フィニート〜（2003年 - 2011年、『スーパージャンプ』、全32巻）
  - 第2部 王様の仕立て屋〜サルトリア・ナポレターナ〜（2011年 - 2016年、『グランドジャンプPREMIUM』→『グランドジャンプ』、全13巻）
  - 第3部 王様の仕立て屋〜フィオリ・ディ・ジラソーレ〜（2016年 - 2018年、『グランドジャンプ』、全7巻）
  - 第4部 王様の仕立て屋〜下町テーラー〜（2018年[1] - 2024年[2]、『グランドジャンプ』、全19巻）

### 読切
- 短編集 Lonely Army（大河原正敏名義）収録作
  - Lonely Army
    - #1.大草原からの手紙
    - #2.食人倶楽部
    - #3.PARTNER

  - LITTLE HERMIT
  - 震天弓張月
- 東坡食譜（全5話、単行本2017年4月刊行）
- 単行本未収録作
  - 妖仙遊録（第5回ニューフレッシュジャンプ賞準入選）
  - Dies Irae（第1回ジャンプ新人海賊杯エントリー）
  - かおす寒鰤屋（第2回ジャンプ新人海賊杯3位入賞）

### 漫画原作
- 孫子春秋（漫画：唐沢思遠、1997年、『週刊少年ジャンプ』）
- enma（漫画：叶恭弘、2000年、『週刊少年ジャンプ』）
- 孫子春秋（漫画：平松伸二、2004年、『スーパージャンプ』、桑田上野介 名義）